# آولا (شهر)
آولا (شهر) (به ایتالیایی: Aulla) یک کومونه در ایتالیا است که در استان ماسا-کارارا واقع شده‌است.

## خصوصیات
آولا ۵۹ کیلومترمربع مساحت و ۱۰٬۷۴۳ نفر جمعیت دارد و ۶۴ متر بالاتر از سطح دریا واقع شده‌است.